# Костки
Костки гербу Домброва — польський шляхетський рід. Підписувались з Росткова (давніше Плонський повіт).

## Представники
- Навой з Росткова
  - Якуб Костка з Росткова, у 1490 році його швагром названий Миколай Щавінський; дружина — Анна Рокусувна (Зегфельден)
    - Станіслав (пом. 1555),[1] дружина — Елізабет з Еленборгу (Ельжбета з Ейлемберку)
      - Ян
        - Станіслав
        - Ян (пом. 1592), дружина — Зофія Гербурт, донька барського старости Марціна Гербурта
        - Анна, чоловік — князь Олександр Острозький
        - Катажина, чоловік — Адам Єронім Сенявський[2]

  - Ян — підсудок[3] (чи суддя[4]), стольник 1494[3] цеханувський
    - Навой — королівський секретар
    - Ян (пом. 1576) — за Несецьким, закрочимський каштелян,[4] однак Бонецький через значну різницю у віці припускав, що він міг бути внуком стольника Яна;[3] дружина — Малгожата Криська
      - Станіслав — відомий як Святий Станіслав (Костка)
      - Павел — хорунжий цеханувський
      - N — дружина Нажимського
      - N — дружина Радзановського